# Comarca de Santo Domingo de la Calzada
La Comarca de Santo Domingo de la Calzada, La Rioja, (Espanya). A la regió Rioja Alta, de la zona de Valle.
Núm. de municipis: 16
Superfície: 252,67 km²
Població (2007): 9.437 habitants
Densitat: 37,35 hab/km²
Latitud mitjana: 42º 26' 50" nord
Longitud mitjana: 2º 57' 18" oest
Altitud mitjana: 667,31 msnm

## Municipis de la comarca
- Baños de Rioja
- Bañares
- Castañares de Rioja
- Cirueña
- Corporales
- Grañón
- Herramélluri
- Hervías
- Leiva
- Manzanares de Rioja
- Santo Domingo de la Calzada
- Santurde de Rioja
- Santurdejo
- Tormantos
- Villalobar de Rioja
- Villarta-Quintana